# قائمة أهداف وهبي خزري الدولية

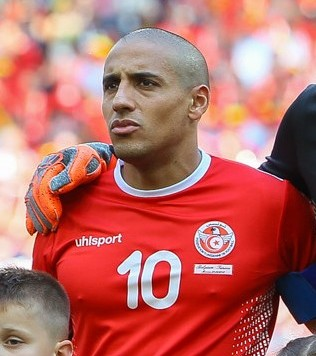
وهبي خزري مع منتخب تونس في مباراة ضد بلجيكا في كأس العالم 2018 سجل خلالها هدف.

هذه قائمة أهداف وهبي خزري الدولية، في عام 2009، ظهر وهبي خزري لأول مرة ضمن منتخب تونس تحت 20 سنة. ومع ذلك، في نوفمبر 2011، استدعاه أريك مونبيرست في منتخب فرنسا تحت 21 عامًا في تصفيات بطولة يويفا تحت 21 سنة الأوروبية لكرة القدم 2013 ضد رومانيا وسلوفاكيا. في فبراير 2012، لعب مباراته الأولى والوحيدة مع المنتخب الفرنسي ضد إيطاليا، قبل أن يحل محله فريدريك بولوت.
في ديسمبر 2012، اختار وهبي خزري اللعب لصالح منتخب تونس. يتم إستدعائه ضمن قائمة اللاعبين الـ23 الذين اختارهم سامي الطرابلسي في كأس الأمم الأفريقية 2013. سجل هدفه الأول في 23 مارس 2013، من ركلة حرة ضد سيراليون، في المباراة التي أجريت في تصفيات كأس العالم 2014. في يناير 2015، يتم إستدعائه مرة أخرى من قبل جورج ليكنز للقائمة المشاركة في كأس الأمم الأفريقية 2015، والتي لم يسجل خلالها أي هدف، ثم اللاعبون الـ23 الذين تم اختيارهم للمشاركة في كأس الأمم الأفريقية 2017، حيث يتم إقصاء تونس في الدور ربع النهائي من قبل بوركينا فاسو بعد نهاية جيدة في دور المجموعات. كما سجل هدف ضد منتخب كوستاريكا في مبارات تحضيرية لكأس العالم سكنت شباك كيلور نافاس. ثم شارك مع زملائه في تصفيات كأس العالم 2018 بعد اثني عشر عاماً من الغياب. في النهائيات، هو قائد الكتيبة التونسية في هزيمة 1–2 في المباراة الأولى في روسيا ضد إنجلترا، ثم سجل هدفًا ضد بلجيكا في وقت متأخر من المباراة، ثم قام بقيادة فريقه للفوز ضد بنما.
أصبح أول لاعب تونسي في التاريخ يسجل مرتين على التوالي في كأس العالم. سجل هدف له مع المنتخب التونسي يوم 28 يونيو 2019 في ملعب السويس ضد منتخب مالي ضمن دور مجموعات كأس الأمم الأفريقية 2019 من ركلة حرة مباشرة في الدقيقة 70 انتهت المباراة بالتعادل 1–1. في 15 نوفمبر 2019 لأول مرة في مسيرته الدولية يسجل وهبي خزري هدفين في مباراة واحدة ضد منتخب ليبيا في تصفيات كأس الأمم الأفريقية 2021، جاء الهدف الأول من ضربة جزاء تصدى لها الحارس ثم أكملها خزري بتسديدة أخرى، والهدف الثاني عبر تسديدة بالرجل اليمنى بعد تمريرة من زميله أنيس بدري.

## الأهداف الدولية
آخر تحديث 7 أكتوبر 2021. 
| Penalty | تم تسجيل الهدف من ركلة جزاء |

| رقم | التاريخ        | المكان                               | المنافسة                        | النتيجة | النتيجة | الخصم            | تفاصيل  | تفاصيل | م.            |
| رقم | التاريخ        | المكان                               | المنافسة                        | النتيجة | النتيجة | الخصم            | الدقيقة | الهدف  | م.            |
| --- | -------------- | ------------------------------------ | ------------------------------- | ------- | ------- | ---------------- | ------- | ------ | ------------- |
| 1   | 23 مارس 2013   | الملعب الأولمبي برادس، تونس          | تصفيات كأس العالم 2014          | 2–1     | فوز     | سيراليون         | 72'     | 2–0    | [ 19 ] [ 20 ] |
| 2   | 14 أغسطس 2013  | الملعب الأولمبي برادس، تونس          | مباراة ودية                     | 3–0     | فوز     | الكونغو          | 7'      | 1–0    | [ 21 ] [ 22 ] |
| 3   | 5 مارس 2014    | ملعب آر سي دي إي، إسبانيا            | مباراة ودية                     | 1–1     | تعادل   | كولومبيا         | 34'     | 1–1    | [ 23 ] [ 24 ] |
| 4   | 6 سبتمبر 2014  | ملعب مصطفى بن جنات، تونس             | تصفيات كأس الأمم الأفريقية 2015 | 2–1     | فوز     | بوتسوانا         | 74'     | 2–1    | [ 25 ] [ 26 ] |
| 5   | 19 نوفمبر 2014 | ملعب مصطفى بن جنات، تونس             | تصفيات كأس الأمم الأفريقية 2015 | 2–1     | فوز     | مصر              | 81'     | 2–1    | [ 27 ] [ 28 ] |
| 6   | 11 يناير 2015  | الملعب الأولمبي برادس، تونس          | مباراة ودية                     | 1–1     | تعادل   | الجزائر          | 43'     | 1–1    | [ 29 ] [ 30 ] |
| 7   | 9 أكتوبر 2015  | الملعب الأولمبي برادس، تونس          | مباراة ودية                     | 3–3     | تعادل   | الغابون          | 50'     | 3–1    | [ 31 ] [ 32 ] |
| 8   | 13 نوفمبر 2015 | الملعب الأولمبي، موريتانيا           | تصفيات كأس العالم 2018          | 2–1     | فوز     | موريتانيا        | 63'     | 1–1    | [ 33 ] [ 34 ] |
| 9   | 4 سبتمبر 2016  | ملعب مصطفى بن جنات، تونس             | تصفيات كأس الأمم الأفريقية 2017 | 4–1     | فوز     | ليبيريا          | 5'      | 1–0    | [ 35 ] [ 36 ] |
| 10  | 11 نوفمبر 2016 | ملعب عمر حمادي، الجزائر              | تصفيات كأس العالم 2018          | 1–0     | فوز     | ليبيا            | 50'     | 0–1    | [ 37 ] [ 38 ] |
| 11  | 23 يناير 2017  | ملعب الصداقة، الغابون                | كأس الأمم الأفريقية 2017        | 4–2     | فوز     | زيمبابوي         | 45'     | 1–4    | [ 39 ] [ 40 ] |
| 12  | 27 مارس 2018   | أليانز ريفييرا، فرنسا                | مباراة ودية                     | 1–0     | فوز     | كوستاريكا        | 38'     | 1–0    | [ 41 ] [ 42 ] |
| 13  | 23 يونيو 2018  | أوتكريتيي أرينا، روسيا               | كأس العالم 2018                 | 2–5     | هزيمة   | بلجيكا           | 90'     | 5–2    | [ 43 ] [ 44 ] |
| 14  | 28 يونيو 2018  | موردوفيا أرينا، روسيا                | كأس العالم 2018                 | 2–1     | فوز     | بنما             | 66'     | 1–2    | [ 45 ] [ 46 ] |
| 15  | 7 يونيو 2019   | الملعب الأولمبي برادس، تونس          | مباراة ودية                     | 2–0     | فوز     | العراق           | 4'      | 1–0    | [ 47 ] [ 48 ] |
| 16  | 28 يونيو 2019  | ملعب السويس، مصر                     | كأس الأمم الأفريقية 2019        | 1–1     | تعادل   | مالي             | 70'     | 1–1    | [ 49 ] [ 50 ] |
| 17  | 15 نوفمبر 2019 | الملعب الأولمبي برادس، تونس          | تصفيات كأس الأمم الأفريقية 2021 | 4–1     | فوز     | ليبيا            | 33'     | 0–1    | [ 51 ] [ 52 ] |
| 18  | 15 نوفمبر 2019 | الملعب الأولمبي برادس، تونس          | تصفيات كأس الأمم الأفريقية 2021 | 4–1     | فوز     | ليبيا            | 90'     | 1–4    | [ 51 ] [ 52 ] |
| 19  | 19 نوفمبر 2019 | ملعب مالابو الجديد، مالابو           | تصفيات كأس الأمم الأفريقية 2021 | 1–0     | فوز     | غينيا الاستوائية | 74'     | 1–0    | [ 53 ] [ 54 ] |
| 20  | 3 سبتمبر 2021  | الملعب الأولمبي برادس، تونس          | تصفيات كأس العالم 2022          | 3–0     | فوز     | غينيا الاستوائية | 82'     | 3–0    | [ 55 ]        |
| 21  | 7 سبتمبر 2021  | ملعب ليفي مواناواسا، ندولا           | تصفيات كأس العالم 2022          | 2–0     | فوز     | زامبيا           | 8'      | 0–1    | [ 56 ]        |
| 22  | 7 أكتوبر 2021  | الملعب الأولمبي برادس، تونس          | تصفيات كأس العالم 2022          | 3–0     | فوز     | موريتانيا        | 42'     | 2–0    | [ 57 ]        |
| 23  | 16 يناير 2022  | ملعب ليمبي، ليمبي، الكاميرون         | كأس الأمم الأفريقية 2021        | 4–0     | فوز     | موريتانيا        | 8'      | 2–0    |               |
| 24  | 16 يناير 2022  | ملعب ليمبي، ليمبي، الكاميرون         | كأس الأمم الأفريقية 2021        | 4–0     | فوز     | موريتانيا        | 42'     | 3–0    |               |
| 25  | 30 نوفمبر 2022 | استاد المدينة التعليمية، الريان، قطر | كأس العالم 2022                 | 1–0     | فوز     | فرنسا            | 58'     | 1–0    |               |

- الخلاصة: 22 هدف (22 بالقدم اليمنى)، بما في ذلك 4 ركلات جزاء و 4 ركلات حرة، في 62 مباراة بين 7 يناير 2013 و 7 أكتوبر 2021.

### أهداف كأس العالم

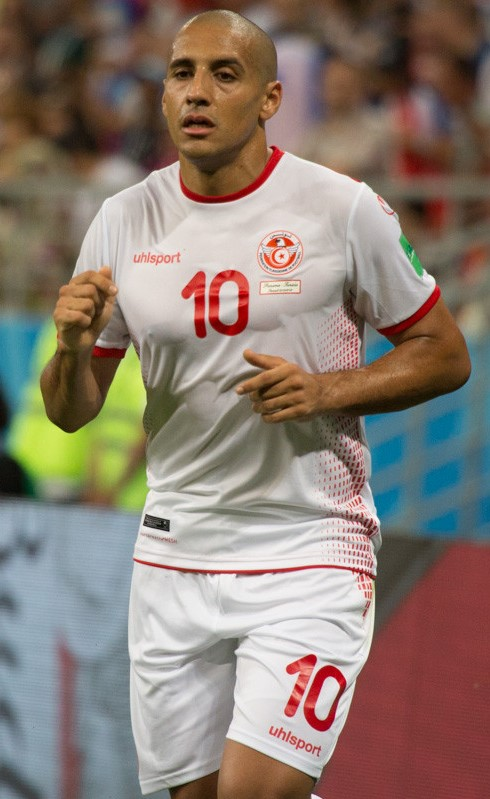
وهبي خزري بعد تسجيله الهدف الثاني ضد بنما في كأس العالم 2018.,

| رقم             | التاريخ         | المكان                               | النتيجة         | النتيجة         | الخصم           | الدور            | تفاصيل          | تفاصيل          |
| رقم             | التاريخ         | المكان                               | النتيجة         | النتيجة         | الخصم           | الدور            | الدقيقة         | الهدف           |
| كأس العالم 2018 | كأس العالم 2018 | كأس العالم 2018                      | كأس العالم 2018 | كأس العالم 2018 | كأس العالم 2018 | كأس العالم 2018  | كأس العالم 2018 | كأس العالم 2018 |
| --------------- | --------------- | ------------------------------------ | --------------- | --------------- | --------------- | ---------------- | --------------- | --------------- |
| 13              | 23 يونيو 2018   | أوتكريتيي أرينا، موسكو، روسيا        | 5–2             | هزيمة           | بلجيكا          | المجموعة ص       | 90'             | 5–2             |
| 14              | 28 يونيو 2018   | موردوفيا أرينا، سرانسك، روسيا        | 1–2             | فوز             | بنما            | المجموعة ص       | 66'             | 1–2             |
| كأس العالم 2022 |                 |                                      |                 |                 |                 |                  |                 |                 |
| 25              | 30 نوفمبر 2022  | استاد المدينة التعليمية، الريان، قطر | 1–0             | فوز             | فرنسا           | المجموعة الرابعة | 58'             | 1–0             |

### أهداف كأس الأمم الأفريقية
| رقم                      | التاريخ                  | المكان                   | النتيجة                  | النتيجة                  | الخصم                    | الدور                    | تفاصيل                   | تفاصيل                   |
| رقم                      | التاريخ                  | المكان                   | النتيجة                  | النتيجة                  | الخصم                    | الدور                    | الدقيقة                  | الهدف                    |
| كأس الأمم الأفريقية 2017 | كأس الأمم الأفريقية 2017 | كأس الأمم الأفريقية 2017 | كأس الأمم الأفريقية 2017 | كأس الأمم الأفريقية 2017 | كأس الأمم الأفريقية 2017 | كأس الأمم الأفريقية 2017 | كأس الأمم الأفريقية 2017 | كأس الأمم الأفريقية 2017 |
| ------------------------ | ------------------------ | ------------------------ | ------------------------ | ------------------------ | ------------------------ | ------------------------ | ------------------------ | ------------------------ |
| 11                       | 23 يناير 2017            | ملعب الصداقة، الغابون    | 4–2                      | فوز                      | زيمبابوي                 | المجموعة ب               | 45'                      | 1–4                      |
| كأس الأمم الأفريقية 2019 |                          |                          |                          |                          |                          |                          |                          |                          |
| 16                       | 28 يونيو 2019            | ملعب السويس، مصر         | 1–1                      | تعادل                    | مالي                     | المجموعة ه               | 70'                      | 1–1                      |

## الإحصائيات
آخر تحديث 	7 أكتوبر 2021. 
| المسابقة                   | الأهداف |
| -------------------------- | ------- |
| مباراة ودية                | 6       |
| تصفيات كأس الأمم الأفريقية | 6       |
| كأس الأمم الأفريقية        | 2       |
| تصفيات كأس العالم          | 6       |
| كأس العالم                 | 2       |
| المجموع                    | 22      |

| السنة   | المباريات | الأهداف |
| ------- | --------- | ------- |
| 2013    | 7         | 2       |
| 2014    | 6         | 3       |
| 2015    | 9         | 3       |
| 2016    | 5         | 2       |
| 2017    | 7         | 1       |
| 2018    | 8         | 3       |
| 2019    | 11        | 5       |
| 2020    | 4         | 0       |
| 2021    | 5         | 3       |
| المجموع | 62        | 22      |

| الخصم            | الأهداف |
| ---------------- | ------- |
| ليبيا            | 3       |
| موريتانيا        | 2       |
| غينيا الاستوائية | 2       |
| سيراليون         | 1       |
| الكونغو          | 1       |
| كولومبيا         | 1       |
| بوتسوانا         | 1       |
| مصر              | 1       |
| الجزائر          | 1       |
| الغابون          | 1       |
| ليبيريا          | 1       |
| زيمبابوي         | 1       |
| كوستاريكا        | 1       |
| بلجيكا           | 1       |
| بنما             | 1       |
| العراق           | 1       |
| مالي             | 1       |
| زامبيا           | 1       |